# Gaskonstante
Die Gaskonstante, auch molare, universelle oder allgemeine Gaskonstante {\displaystyle R} ist eine physikalische Konstante aus der Thermodynamik. Sie tritt in der thermischen Zustandsgleichung idealer Gase auf. 

## Definition
Die thermische Zustandsgleichung idealer Gase stellt einen Zusammenhang zwischen Druck {\displaystyle p}, Volumen {\displaystyle V}, Temperatur {\displaystyle T} und Stoffmenge {\displaystyle n} eines idealen Gases her: Das Produkt von Druck und Volumen ist proportional zum Produkt von Stoffmenge und Temperatur. Die ideale Gaskonstante ist dabei die Proportionalitätskonstante
{\displaystyle p\cdot V=n\cdot R\cdot T\quad \Leftrightarrow \quad R={\frac {p\cdot V}{n\cdot T}}}
Da die allgemeine Gasgleichung auch mit der Teilchenzahl {\displaystyle N} statt der Stoffmenge ausgedrückt werden kann und dann die Boltzmann-Konstante {\displaystyle k_{\mathrm {B} }} als Proportionalitätskonstante auftritt, existiert ein einfacher Zusammenhang zwischen Gaskonstante, Boltzmann-Konstante und der Avogadro-Konstante {\displaystyle N_{\mathrm {A} }}, die Teilchenzahl und Stoffmenge verknüpft:
{\displaystyle R=N_{\mathrm {A} }\cdot k_{\mathrm {B} }}
Da die Zahlenwerte beider Konstanten seit der Revision des Internationalen Einheitensystems (SI) von 2019 per Definition vorgegeben sind, ist auch der Zahlenwert der Gaskonstante exakt:
{\displaystyle R=8{,}314\;462\;618\;153\;24\ \mathrm {\frac {J}{mol\cdot K}} }

## Geschichte
Dass es eine universelle Gaskonstante gibt, wurde auf empirischem Weg ermittelt. Es ist keineswegs offensichtlich, dass die molare Gaskonstante für alle idealen Gase denselben Wert hat und dass es somit eine universelle beziehungsweise allgemeine Gaskonstante gibt. Man könnte vermuten, dass der Gasdruck von der Molekülmasse des Gases abhängt, was aber für ideale Gase nicht der Fall ist. Amadeo Avogadro stellte 1811 erstmals fest, dass die molare Gaskonstante für verschiedene ideale Gase gleich ist, bekannt als Gesetz von Avogadro.

## Bedeutung
Die Gaskonstante als Produkt von Avogadro- und Boltzmann-Konstante tritt in diversen Bereichen der Thermodynamik auf, hauptsächlich in der Beschreibung idealer Gase. So ist die innere Energie {\displaystyle U} idealer Gase
{\displaystyle U={\frac {1}{2}}fnRT}
mit der Anzahl der Freiheitsgrade des Gases {\displaystyle f} und davon abgeleitet die molare Wärmekapazität bei konstantem Volumen {\displaystyle C_{V}}
{\displaystyle C_{V}={\frac {1}{2}}fR}
und die molare Wärmekapazität bei konstantem Druck {\displaystyle C_{p}}
{\displaystyle C_{p}=\left(1+{\frac {1}{2}}f\right)R\,.}
Auch außerhalb der Thermodynamik von Gasen spielt die Gaskonstante eine Rolle, beispielsweise im Dulong-Petit-Gesetz für die Wärmekapazität von Festkörpern und Flüssigkeiten:
{\displaystyle C_{p_{\,{\text{fest, flüssig}}}}\approx C_{V_{\,{\text{fest, flüssig}}}}\approx 3R}

## Spezifische Gaskonstante
| Gas                    | {\displaystyle R_{\mathrm {s} }} in J·kg−1·K−1 | {\displaystyle M} in g·mol−1 |
| ---------------------- | ---------------------------------------------- | ---------------------------- |
| Argon, Ar              | 208,1                                          | 39,950                       |
| Neon, Ne               | 412,0                                          | 20,180                       |
| Helium, He             | 2077,1                                         | 4,003                        |
| Kohlenstoffdioxid, CO2 | 188,9                                          | 44,010                       |
| Kohlenstoffmonoxid, CO | 296,8                                          | 28,010                       |
| trockene Luft          | 287,1                                          | 28,960                       |
| Methan, CH4            | 518,4                                          | 16,040                       |
| Propan, C3H8           | 188,5                                          | 44,100                       |
| Sauerstoff, O2         | 259,8                                          | 32,000                       |
| Schwefeldioxid, SO2    | 129,8                                          | 64,060                       |
| Stickstoff, N2         | 296,8                                          | 28,010                       |
| Wasserdampf, H2O       | 461,4                                          | 18,020                       |
| Wasserstoff, H2        | 4124,2                                         | 2,016                        |

Division der universellen Gaskonstante durch die molare Masse {\displaystyle M} eines bestimmten Gases liefert die spezifische (auf die Masse bezogene) und für das Gas spezielle oder auch individuelle Gaskonstante, Formelzeichen:
{\displaystyle R_{\rm {s}},R_{\rm {i}},R_{\rm {spez}}={\frac {R}{M}}.}

### Beispiel an Luft
Die molare Masse für trockene Luft beträgt 0,028 964 4 kg/mol. Somit ergibt sich für die spezifische Gaskonstante von Luft:
{\displaystyle R_{\mathrm {s,Luft} }={\frac {8{,}314\;46\;\mathrm {J} /(\mathrm {mol} \cdot \mathrm {K} )}{0{,}028\;964\;4\ \mathrm {kg} /\mathrm {mol} }}=287{,}058\ \mathrm {\frac {J}{kg\cdot K}} }
Die thermische Zustandsgleichung für ideale Gase ist dann:
{\displaystyle p\,V=m\,R_{\mathrm {s} }\,T}
wobei {\displaystyle m} die Masse ist.